# چاه (فیلم ۲۰۱۰)
«چاه» (مراتی: विहिर) یک فیلم مراتی زبان محصول سینمای هند است که سال ۲۰۰۹ منتشر شد.